# さらさら/僕はきっと旅に出る
『さらさら／僕はきっと旅に出る』（さらさら／ぼくはきっとたびにでる）は、日本のロックバンド・スピッツの楽曲で、通算38作目のシングル。2013年5月15日にユニバーサルミュージックより発売。レーベルはユニバーサルJ。品番はUPCH-5798。

## 解説
前作「シロクマ/ビギナー」から約2年8ヵ月ぶりのシングルであり、前作同様両A面シングルである。
レコーディング&ミキシングは高山徹、マスタリングは前田康二（バーニー・グランドマン・マスタリング東京）。日本人がマスタリング・エンジニアを務めたシングルは「テクテク」(2005年)以来。
ジャケット・デザインはCentral 67、ジャケット写真は高知市の写真家、高橋宣之の作品で、仁淀川を撮影したもの。

## 収録曲
- 全曲、作詞・作曲：草野正宗　編曲：スピッツ&亀田誠治

1. さらさら
  - J-WAVE「春のキャンペーン TOKYO NEW STANDARD」テーマソング[6][7]。
  - MBS/TBSドラマ「伊藤くん A to E」の5･6話エンディングテーマ曲。
2. 僕はきっと旅に出る
  - JTB「夏旅2013」CMソング[6]
  - テレビ東京系『有吉の世界同時中継 〜今、そっちってどうなってますか?〜』テーマ曲（2021年 - ）[8]

## 収録アルバム
- 小さな生き物（#1,2）
- CYCLE HIT 2006-2017 Spitz Complete Single Collection（#1）